# Hikarunix
 (février 2016).
Si vous disposez d'ouvrages ou d'articles de référence ou si vous connaissez des sites web de qualité traitant du thème abordé ici, merci de compléter l'article en donnant les références utiles à sa vérifiabilité et en les liant à la section « Notes et références ».
Hikarunix est une distribution Linux en LiveCD, basée sur Damn Small Linux. Elle a été créée pour tenir sur un CD de 8 cm, ou sur une clé USB. Le projet semble maintenant arrêté.
Hikarunix fournit un environnement complet et portable pour étudier et jouer au jeu de go. Le nom de la distribution vient du manga et anime Hikaru no go, où Hikaru est le personnage principal.
Parmi les outils pour jouer au go, on trouve : GNU Go, qgo, ggo, glgo, cgoban, jago, ngo, etc.
On peut encore trouver des liens pour télécharger les différentes versions sur Distrowatch.com